# NGC 7240
NGC 7240 ist eine linsenförmige Galaxie vom Hubble-Typ E/S0 im Sternbild Lacerta am Nordsternhimmel. Sie ist schätzungsweise 277 Millionen Lichtjahre von der Milchstraße entfernt.
Das Objekt wurde am 24. September 1873 von Edouard Stephan entdeckt.